# Wereldbeker schaatsen 2008/2009 - Wereldbeker 1 - 3000 meter vrouwen
De eerste van 6 wedstrijden voor de wereldbeker schaatsen 3000 meter werd gehouden op 8 november 2008 in Berlijn.

## Uitslag A-divisie
| rang   | schaatser               | tijd    | punten |
| ------ | ----------------------- | ------- | ------ |
| Goud   | Martina Sáblíková       | 4.03,70 | 100    |
| Zilver | Daniela Anschütz        | 4.07,08 | 80     |
| Brons  | Masako Hozumi           | 4.07,92 | 70     |
| 4      | Kristina Groves         | 4.07,94 | 60     |
| 5      | Claudia Pechstein       | 4.08,42 | 50     |
| 6      | Renate Groenewold       | 4.08,59 | 45     |
| 7      | Diane Valkenburg        | 4.08,95 | 40     |
| 8      | Brittany Schussler      | 4.09,80 | 36     |
| 9      | Stephanie Beckert       | 4.09,99 | 32     |
| 10     | Clara Hughes            | 4.11,05 | 28     |
| 11     | Gretha Smit             | 4.11,43 | 24     |
| 12     | Elma de Vries           | 4.11,68 | 21     |
| 13     | Jorien Voorhuis         | 4.11,83 | 18     |
| 14     | Lucille Opitz           | 4.13,80 | 16     |
| 15     | Katrin Mattscherodt     | 4.14,33 | 14     |
| 16     | Christine Nesbitt       | 4.14,77 | 12     |
| 17     | Katarzyna Wójcicka      | 4.15,05 | 10     |
| 18     | Hiromi Otsu             | 4.15,32 | 8      |
| 19     | Nancy Swider-Peltz, Jr. | 4.15,90 | 6      |
| 20     | Shiho Ishizawa          | 4.15,99 | 5      |
| 21     | Anna Rokita             | 4.17,23 | 4      |
| 22     | Chunyan Fu              | 4.18,90 | 3      |
| 23     | Fei Fei Dong            | 4.20,92 | 2      |
| 24     | Maki Tabata             | DQ      | 0      |

## Loting
| rit | binnenbaan              | buitenbaan          |
| --- | ----------------------- | ------------------- |
| 1   | Chunyan Fu              | Lucille Opitz       |
| 2   | Hiromi Otsu             | Anna Rokita         |
| 3   | Shiho Ishizawa          | Christine Nesbitt   |
| 4   | Elma de Vries           | Diane Valkenburg    |
| 5   | Stephanie Beckert       | Katarzyna Wójcicka  |
| 6   | Fei Fei Dong            | Jorien Voorhuis     |
| 7   | Nancy Swider-Peltz, Jr. | Katrin Mattscherodt |
| 8   | Masako Hozumi           | Brittany Schussler  |
| 9   | Maki Tabata             | Gretha Smit         |
| 10  | Martina Sáblíková       | Daniela Anschütz    |
| 11  | Claudia Pechstein       | Clara Hughes        |
| 12  | Kristina Groves         | Renate Groenewold   |

## Top 10 B-divisie
| rang | schaatser          | tijd    | punten |
| ---- | ------------------ | ------- | ------ |
| 1    | Maren Haugli       | 4.13,53 | 25     |
| 2    | Catherine Raney    | 4.14,76 | 19     |
| 3    | Lee Ju-youn        | 4.15,35 | 15     |
| 4    | Do-Yeong Park      | 4.15,62 | 11     |
| 5    | Seon-Yeong Noh     | 4.16,46 | 8      |
| 6    | Galina Lichatsjova | 4.17,81 | 6      |
| 7    | Jinjin Xu          | 4.19,80 | 4      |
| 8    | Risa Takayama      | 4.20,41 | 2      |
| 9    | Andrea Jirků       | 4.21,36 | 1      |
| 10   | Cathrine Grage     | 4.22,13 | 0      |